# Kadem
Kadem war ein türkisches (osmanisches) Längenmaß und entsprach dem Fuß. Das Maß Parmak, der türkische Zoll, eigentlich Finger, wurde beim Holzhandel vorwiegend nach dem englischen Zoll mit 1¼ Zoll oder auch mit 0,316 Zentimeter gerechnet. Zum Kadem wären nur um 2,81 Zentimeter passend.
- 1 Kadem = 12 Parmak = 0,337 Meter